# Martin Hecht (Moderator)
Martin Hecht (* 29. September 1946 in Bad Harzburg) ist ein deutscher Radiomoderator, Werbesprecher und Medienproduzent.

## Leben
Martin Hecht startete seine journalistische Laufbahn 1971 beim südafrikanischen Sender Radio RSA in Johannesburg. Bevor er 1974 zu AFN Frankfurt und zum Hessischen Rundfunk nach Frankfurt wechselte, arbeitete er bei der CBS in Chicago.
In der Popwelle hr3 moderierte Martin Hecht Sendungen, wie die Mittags-Discotheke, Toptime und On the rocks. Gemeinsam mit seinen Kollegen Werner Reinke und Thomas Koschwitz wurde er in den 1970er und 1980er Jahren bekannt.
Nachdem die Geschäftsführung des Hessischen Rundfunks den Mitarbeitern des Senders verbot, gleichzeitig Hörfunk-Werbung und Radiosendungen zu sprechen, verließ Hecht den Sender und wechselte 1991 zu Hit Radio FFH. Dort moderierte er bis 2001 das Musikmagazin Echt Hecht und die Datingshow Gestatten Hecht. Anfang 2007 wechselte er zum FFH-Schwestersender harmony.fm.
Im Fernsehen moderierte Martin Hecht von 1985 bis 1989 das ZDF Sonntagskonzert, in den neunziger Jahren moderierte er das Freitagsmagazin im HR-Fernsehen. Seit 2008 präsentiert er im Ballungsraumsender rheinmaintv das Magazin 50plus.
Seit April 1989 ist Martin Hecht Geschäftsführender Gesellschafter der international tätigen Kommunikations-Agentur Martin Hecht Communication GmbH mit Sitz in Wehrheim und Herborn (Hess.)

## Weblink
- Website von Martin Hecht